# Herrlingen
Herrlingen är en liten ort i kommunen Blaustein i delstaten Baden-Württemberg i södra Tyskland. I Herrlingen tvingades den tyske generalfältmarskalken Erwin Rommel att begå självmord den 14 oktober 1944.